# دورة اتحاد شمال إفريقيا تحت 20 سنة 2019
دورة اتحاد شمال أفريقيا تحت 20 سنة 2019 هي النسخة الثانية عشرة من بطولة دورة اتحاد شمال أفريقيا تحت 20 سنة. أقيمت الدورة في تونس في الفترة من 23 نوفمبر إلى 1 ديسمبر 2019.

## المنتخبات المشاركة
| - الجزائر - بوركينا فاسو (ضيف مدعو) - مصر | - ليبيا (انسحب) - المغرب - تونس (البلد المضيف) |

## أماكن
| مدن   | أماكن                | سعة  |
| ----- | -------------------- | ---- |
| الكرم | الملعب البلدي بالكرم | 5000 |

## الترتيب
| م | الفريق       | لعب | ف | ت | خ | أ.له | أ.ع | أ.ف | نقاط | التأهل |
| - | ------------ | --- | - | - | - | ---- | --- | --- | ---- | ------ |
| 1 | تونس (H)     | 4   | 2 | 1 | 1 | 5    | 4   | +1  | 7    | البطل  |
| 2 | مصر          | 4   | 2 | 1 | 1 | 5    | 4   | +1  | 7    |        |
| 3 | الجزائر      | 4   | 2 | 0 | 2 | 6    | 5   | +1  | 6    |        |
| 4 | المغرب       | 4   | 1 | 2 | 1 | 3    | 4   | −1  | 5    |        |
| 5 | بوركينا فاسو | 4   | 0 | 2 | 2 | 1    | 3   | −2  | 2    |        |

### المباريات
| المغرب | 0–0   | بوركينا فاسو |
| ------ | ----- | ------------ |
|        | تقرير |              |

| تونس | 0–2   | الجزائر                        |
| ---- | ----- | ------------------------------ |
|      | تقرير | - مروان زروقي 17' (ركلة.)، 61' |

| الجزائر                                  | 2–1   | بوركينا فاسو                  |
| ---------------------------------------- | ----- | ----------------------------- |
| - خليل بارا 7' - مروان زروقي 68' (ركلة.) | تقرير | - إبراهيم دياكيتي 43' (ركلة.) |

| مصر                                     | 2–0   | المغرب |
| --------------------------------------- | ----- | ------ |
| - إبراهيم عادل 55' - عربي بدر مختار 63' | تقرير |        |

| مصر | 0–0   | بوركينا فاسو |
| --- | ----- | ------------ |
|     | تقرير |              |

| تونس                | 1–1   | المغرب                   |
| ------------------- | ----- | ------------------------ |
| - بشير الغرياني 75' | تقرير | - مهدي مبارك 53' (ركلة.) |

| الجزائر                 | 1–2   | مصر                                                  |
| ----------------------- | ----- | ---------------------------------------------------- |
| - محمد إسلام بالخير 17' | تقرير | - إبراهيم عبد العلي 7' (ركلة.) - أسامة فيصل أحمد 68' |

| بوركينا فاسو | 0–1   | تونس               |
| ------------ | ----- | ------------------ |
|              | تقرير | - أشرف الحباسي 50' |

| المغرب                             | 2–1   | الجزائر           |
| ---------------------------------- | ----- | ----------------- |
| - مهدي مبارك 2' - ياسين تامودي 73' | تقرير | - مروان زروقي 64' |

| تونس                                                          | 3–1   | مصر                         |
| ------------------------------------------------------------- | ----- | --------------------------- |
| - علاء غرام 20' (ركلة.) - شهاب العبيدي 51' - زياد بالريمة 80' | تقرير | - محمود صابر عبد المحسن 10' |

## بطل
| بطل دورة اتحاد شمال أفريقيا تحت 20 سنة 2019 |
| ------------------------------------------- |
| تونس                                        |
| تونس اللقب الخامس                           |

## الهدافين
4 أهداف
- مروان زروقي

2 أهداف
- إبراهيم عبد العلي
- مهدي مبارك

هدف واحد
- خليل بارة
- محمد إسلام بالخير
- إبراهيم دياكيتي
- أسامة فيصل أحمد
- عربي بدر مختار
- محمود صابر عبد المحسن
- ياسين تامودي
- بشير الغرياني
- أشرف الحباسي
- علاء غرام
- شهاب العبيدي
- زياد بالريمة

## الجوائز
- الكرة الذهبية:
- الحذاء الذهبي:
- القفاز الذهبي:
- كأس اللعب النظيف:

## روابط خارجية
- تونس تستضيف دورة منتخبات تحت 20 عاما - الموقع الرسمي لاتحاد شمال إفريقيا لكرة القدم